# The Singles (Band)
The Singles ist ein US-amerikanisches Indie-Rockband-Projekt von Mastermind Vince Frederick. Ursprünglich kam das Projekt aus Detroit, seit 2010 ist es in Los Angeles zuhause.

## Bandgeschichte
Gegründet wurde die Band 1999 von dem Gitarristen und Singer-Songwriter Vince Frederick. Mit dabei waren in der Originalbesetzung Gitarrist Will Yates, Bassist Dave Lawson und Drummer Dave Knepp. Leitidee war, die Energie des Garagenrock mit Melodien und Songtexten nach Vintage-Pop-Mustern zu vereinen. Im Jahr 2003 bekamen sie einen Vertrag mit dem Indie-Pop-Label Rainbow Quartz Records. Daraus entstand ihr Debütalbum Better Than Before, produziert von Jim Diamond. Die Besprechungen besonders in der britischen Musikpresse waren besser als die Verkäufe. Daher kam das nächste Album Start Again erst dreieinhalb Jahre später heraus, wiederum mit dem gleichen Produzenten. Die Besetzung hatte zu diesem Zeitpunkt gewechselt zu John Hale am E-Bass und Brian Thunders an den Drums. Die Band brachte 2009 drei Singles heraus, bei denen Frederick und Thunders mit dem neuen Bassisten Ryan Hurnevich spielten.
Die Band zerbrach als Vince Frederick sich entschloss, nach Los Angeles umzuziehen. Da es ohnehin im Wesentlichen sein Projekt war, behielt er den Namen The Singles bei, als er 2011 die Single Tomorrow I'll Be Blue veröffentlichte und 2012 mit der Drummerin und Sängerin Nicky Veltman ein gleichnamiges Duo bildete. Gemeinsam veröffentlichten sie 2013 die Single (She's Got) A Heart of Stone und legten 2014 das dritte Studioalbum der Singles vor, Look How Fast a Heart Can Break, produziert von Rick Parker.

## Diskografie
Alben
- The Singles (August 2001)
- Better Than Before (August 2003; Rainbow Quartz)
- Start Again (Februar 2007; Sound Artifacts Music)
- Look How Fast a Heart Can Break (April 2014; Sound Artifacts Music)

Singles
- He Can Go, You Can't Stay (2004; Rainbow Quartz)
- Hypnotized (Juli 2006; Sound Artifacts Music)
- Baby, It's Christmas (Dezember 2006; Sound Artifacts Music)
- Don't Need Your Love (Februar 2009)
- Tomorrow I'll Be Blue (2011)
- (She's Got) A Heart of Stone (2013)

## Belege
1. ↑  The Singles’ Nicky Veltman Talks About Life on the Road, abgerufen am 23. April 2016 (englisch)